# Tri-state

Tri-state als schakelaar

Tri-state (drie toestanden) is een aanduiding van een digitale uitgang die zich in drie verschillende toestanden kan bevinden, namelijk hoog (logische 1), laag (logische 0) of zwevend (met hoge impedantie).
De derde toestand wordt ook tri-state genoemd. Zegt men dat een uitgang in tri-state staat, dan bedoelt men de zwevende toestand.
De tri-state voegt een enable-input toe aan de gate. Wanneer deze niet aan staat gaat de gate in een derde status, hoogohmig, niet 1 en niet 0. Hiermee is het equivalent in effect dat het IC afwezig is in het circuit.
Dankzij tri-state is het mogelijk dat een bus in meerdere richtingen werkt. De databus van een computer, bijvoorbeeld, transporteert gegevens van de processor naar het geheugen en andersom, hij kan zelfs dienen voor het uitwisselen van gegevens tussen alle aangesloten apparaten. Op elk moment mag echter slechts één apparaat een lijn van de bus hoog of laag maken. Alle andere apparaten mogen de lijn niet beïnvloeden en kunnen eventueel de lijn als ingang gebruiken.
Voor tri-state is het nodig dat wordt aangegeven welk apparaat de controle van de bus heeft. Vaak gebeurt dat door het adres van dat apparaat op de adresbus te zetten.